# Карлтон
Карлтон (енгл. Carlton) је град у Уједињеном Краљевству у Енглеској. Према процени из 2007. у граду је живело 50.179 становника.

## Становништво
Према процени, у граду је 2008. живело 50.179 становника.
| 1981.  | 1991.  | 2001.  |
| ------ | ------ | ------ |
| 46.053 | 47.302 | 48.493 |